# Department for Environment, Food and Rural Affairs
Department for Environment, Food and Rural Affairs (Defra) är det brittiska departement som handlägger miljö-, livsmedels-, jordbruks- och fiskefrågor. Departementet bildades 2001 efter en sammanslagning av Ministry of Agriculture, Fisheries and Food och delar av Department of Environment, Transport and the Regions samt Home Office. Departementet leds av en miljö-, livsmedel och landsbygdsminister, Secretary of State for Environment, Food and Rural Affairs, och dennes närmsta medarbetare som har titeln minister of state och ungefär motsvarar en svensk statssekreterare. Huvudkontoret ligger i Noble House i London.